# Перхам, Ричард
Ри́чард Не́льсон Пе́рхам (англ. Richard Nelson Perham; 27 апреля 1937, Брентфорд — 14 февраля 2015, Кэмбридж) — британский биохимик, специалист в области структурной биохимии. Известен определением механизмов переноса интермедиатов между активными центрами ферментов, изменением коферментной и субстратной специфичности за счет новаторского использования белковой инженерии, а также разработкой методологий отображения белков.

## Школьные годы
Ричард Перхам пошел в школу в 1942, в Хаунслоу. Он запомнил двух учителей, которые проявляли к нему особый интерес: мисс Мизен и Мисс Трот. Именно эти два учителя дали начало академической карьере учёного, разглядев его талант, и убедив его сдать экзамен в Латимерскую гимназию, в которой он впоследствии провёл 7 лет (1948—1955). Когда Перхаму было 11, умер его отец. Мать поддерживала образование Ричарда: они вместе читали книги, ходили в театр и на выставки. Он преуспевал в школе, в равной степени как в языках, так и в науках, и именно там он обучился гребле — занятие, которое он поддерживал на протяжении всей своей жизни. После сдачи экзаменов на высшие оценки в 1955 году, когда Перхам был удостоен государственной стипендии в области математики и физики, Бернард Муди (преподаватель по химии) убедил его попытаться поступить в Кембриджский университет (в колледж Святого Иоанна). В его семье ещё никто не пытался поступить в университет, и его пугала эта перспектива. Также требовалось остаться на дополнительный срок в Латимере, чтобы сдать экзамены на вступительную стипендию Кембриджа.

## Военная служба
В декабре 1955 года Р. Перхам отлично сдал экзамены, и все было готово для его поступления в колледж Святого Иоанна на следующий год. Однако это было время обязательной национальной службы, и после обсуждения этого вопроса с его будущим наставником в колледже Святого Иоанна, ему посоветовали не подавать заявку на отсрочку и пройти военную службу. Перхам выбрал Королевский военно-морской флот Великобритании, согласно традициям военно-морской службы в семье его матери. В конце лета 1956 г. разразилась Суэцкая война, и Россия ввела войска в Венгрию. Как следствие, Перхама подняли в звание офицера и отправили на Мальту. Там он присоединился к войскам для проведения последней части Суэцкой операции. Имея способности к языкам, Перхам выучил русский язык и стал офицером разведки, расшифровывая сигналы ВМФ России. После того, как Суэцкий кризис закончился, он должен был вернуться в Великобританию, но корабль, на котором он находился, был направлен на Кипр, чтобы принять участие в войне против греческой националистической партизанской организации, которая тогда существовала, и это обстоятельство снова отложило его академическое обучение в Кембридже. В целом Р. Перхам провел на Средиземноморском флоте больше года.

## Колледж Святого Иоанна
В сентябре 1962 года Перхам женился на девушке из Хаунслоу, с которой встречался несколько лет. К сожалению, вскоре стало очевидно, что жизнь в качестве жены молодого учёного её не устраивала, и к январю 1964 года их брак был расторгнут. В то же время проходил конкурс на место научного сотрудника Колледжа Святого Иоанна. Перхам подал заявку и был удостоен премии Генри Хамфриса. Спустя некоторое время Ричард Перхам поступил в Колледж Святого Иоанна Кембриджского университета. С 1967 по 1977 год Ричард был наставником юристов, географов, экономистов и историков в колледже Святого Иоанна. Ученики и студенты его очень любили. Одним из его первых учеников был Дэн Рейнштейн, выдающийся глазной хирург и джазовый саксофонист. За 57 лет учёбы в колледже Святого Иоанна Ричард поднялся по служебной лестнице от обычного студента (1958—1961), аспиранта (1961—1964), научного сотрудника (1964—2004) до президента (1983—1987) и магистра (2004—2007 гг.).

## Научная деятельность
В 1965 году Ричард Перхам защитил докторскую диссертацию и был назначен университетским демонстратором на Кафедре биохимии. В Йельском университете он начал исследования вируса табачной мозаики (TMV), а также химии биомакромолекул высокого порядка. Работа Перхама над TMV показала важность диполь-дипольных взаимодействий между белковыми субъединицами при самосборке капсидов TMV, и он выяснил механизм, с помощью которого зарядовые взаимодействия Белок-ДНК используются для управления сборкой нитчатых вирионов бактериофагов. Он также продемонстрировал ориентацию РНК (5 '→ 3') в палочковидной структуре TMV и механизм разборки капсида, который начинается на 5'-конце in vitro. Спустя некоторое время после своего прибытия в Йельский университет учёный был назначен читать лекции на кафедре биохимии в Кембридже в 1969 г. Там он разработал ряд важных методов в химии белков, включая обратимое цитраконилирование аминогрупп, амидирование остатков лизина, гибридизацию нативных и химически модифицированных субъединиц в олигомерных ферментах для изучения взаимодействия субъединиц и обратимое химическое поперечное сшивание для исследования четвертичной структуры белковых комплексов. Эти методы широко использовались в 1970-х годах для исследования структуры и функции белков, вплоть до развития сайт-направленного мутагенеза в 1980-х годах, который быстро заменил прежние, гораздо менее специфические методы химической модификации.
Помимо разработки химических методов модификации белков, Перхам также участвовал в попытке установить химическую структуру активного центра альдолаз I класса, фермента, который функционирует в гликолизе раньше GAPDH, который он секвенировал 11 лет назад для своей кандидатской работы. В то же время его научная группа обнаружила существование альдолазы I класса у прокариот, опровергая представление о том, что этот класс альдолаз может быть обнаружен только у эукариот. Основная тема исследовательской карьеры Перхама и предмет, по которому он наиболее известен, это его работа над мультиферментными комплексами, которую он начал в 1970 году. Эти ферменты представляют собой гигантские комплексы (от 3 до 9 МДа, аналогичные по размеру рибосоме) трёх разных ферментов: декарбоксилазы 2-оксокислот (E1), дигидролипоилацилтрансфераза (E2) и дигидролипоамиддегидрогеназа (E3). Эти комплексы катализируют пятиступенчатый механизм окислительного декарбоксилирования субстрата и полагаются на участие пяти коферментов и кофакторов (тиаминпирофосфат, липоевая кислота, ФАД, НАД и коэнзим А). Среди множества лет работы на этих огромных молекулах Перхаму удалось: (а) установить природу внутрицепочного дисульфидного мостика, который участвует в каталитическом механизме дигидролипоила, компонента дегидрогеназы (E3); (б) обнаружить липоильные группы и реакцию внутримолекулярного трансацилирования между ними в ядре ацилтрансферазы (E2), которая лежит в основе системы связывания активных сайтов; (c) впервые (совместно с Гордоном Робертсом, затем в Национальном институте медицинских исследований (NIMR), Лондон) использовать 1H-ЯМР спектроскопию для определения конформационной гибкости междоменных линкерных областей в Субъединице Е2; (d)
использовать сайт-направленный мутагенез для введения аминокислотных остатков (гистидинов) с идентифицируеммым сигналом 1H-ЯМР в предполагаемых конформационно гибких областях полипептидной цепочки для нахождения динамических сегментов; (e) разработать сложный домен и линкерную структуру субъединицы E2 и найти расположение липоил-лизиновых
«качающихся рук»; и (f) обнаружить, что специфичность взаимодействия липоильного домена с компонентом E1 является молекулярной основой системы активации субстрата.

## Последние годы
Присуждение престижной международной стипендии Фогарти с 1990 по 1993 год позволило учёному совершил много поездок в NIH, где он работал, среди прочего, со своим давним соратником Этторе Аппелла, с которым он впервые встретился в Кембридже в 1964 г. Вместе они работали в течение 27 лет над пептидами, их модификациями и отображением. Еще одним
проявлением любви Ричарда к путешествиям было то, что он использовал каждую возможность исследовать мир, обычно в сопровождении жены Нэнси. Творческий отпуск в 1972 году с Тедом Томпсоном (по совпадению первым докторантом Фреда Сэнгера) дал возможность посетить Иран, Индию, Таиланд, Сингапур и Гонконг по пути в Австралию. Даже на «пенсии» учёный продолжал интересовался историей колледжа Святого Иоанна, искусством, путешествиями, литературой и биохимией. Перхам был также талантливым пейзажным фотографом, и они с Нэнси раздавали календари друзья с фотографиями, сделанными во время путешествия. За свою жизнь он собрал огромную коллекцию антикварных часов.
Также увлекался коллекционированием старинную мебель, произведения современного искусства и, когда был моложе, винтажные автомобили. Они с Нэнси были заядлыми театралами и любили посещать оперу. На пенсии Ричард и Нэнси Перхам продолжали наслаждаться жизнью в полной мере:
навещали дочь Темпл в Калифорнии, в обязательном порядке принимали участие в собраниях конгресса FEBS, отдыхали в своём доме на Кипре и посещали столько концертов, спектаклей и опер, сколько могли. У Р. Перхама диагностировали рак на Новый год 2015 года, и он умер в День святого Валентина. У него остались жена Нэнси, дети Квентин и Темпл, зять Барни и внуки Изабелла и Тристан.

## Основные труды
- Perham, Richard N. Instrumentation in amino acid sequence analysis. — London New York : Academic Press, 1975. — ISBN 9780125512503.
- Perham, Richard N. Flavins and flavoproteins 2002: proceedings of the Fourteenth International Symposium, St. John's College, University of Cambridge, UK, July 14-18, 2002 / Richard N Perham, Stephen Chapman, Nigel Scrutton. — Berlin : Rudolf Weber, Agency for Scientific Publications, 2002. — ISBN 9783000102295.
- Perham, Richard N. Instrumentation in amino acid sequence analysis / Richard N Perham, Wolfgang Baumeister, Louise Johnson … [и др.]. — London New York : Academic Press, 1975. — ISBN 9780125512503.

## Членство
Профессор Перхам является членом следующих организаций и обществ:
- 1965 Биохимическое общество
- 1983 EMBO
- 1984 Лондонское королевское общество
- 1986 Королевский институт Великобритании
- 1988 Королевское общество искусств
- 1992 Европейская академия
- 2005 Академия медицинских наук Великобритании

## Награды
- 1993 Премия Макса Планка за исследовательскую деятельность Архивная копия от 24 января 2021 на Wayback Machine
- 1998 Медаль Новартис Архивная копия от 5 декабря 2020 на Wayback Machine
- 2000 Серебряная медаль Итальянского биохимического сообщества
- 2008 Премия Международной ассоциации структуры белков и протеомики Архивная копия от 16 октября 2020 на Wayback Machine
- 2011 Почётный диплом Федерации европейских биохимических сообществ